# Nové Sady (předměstí Brna)

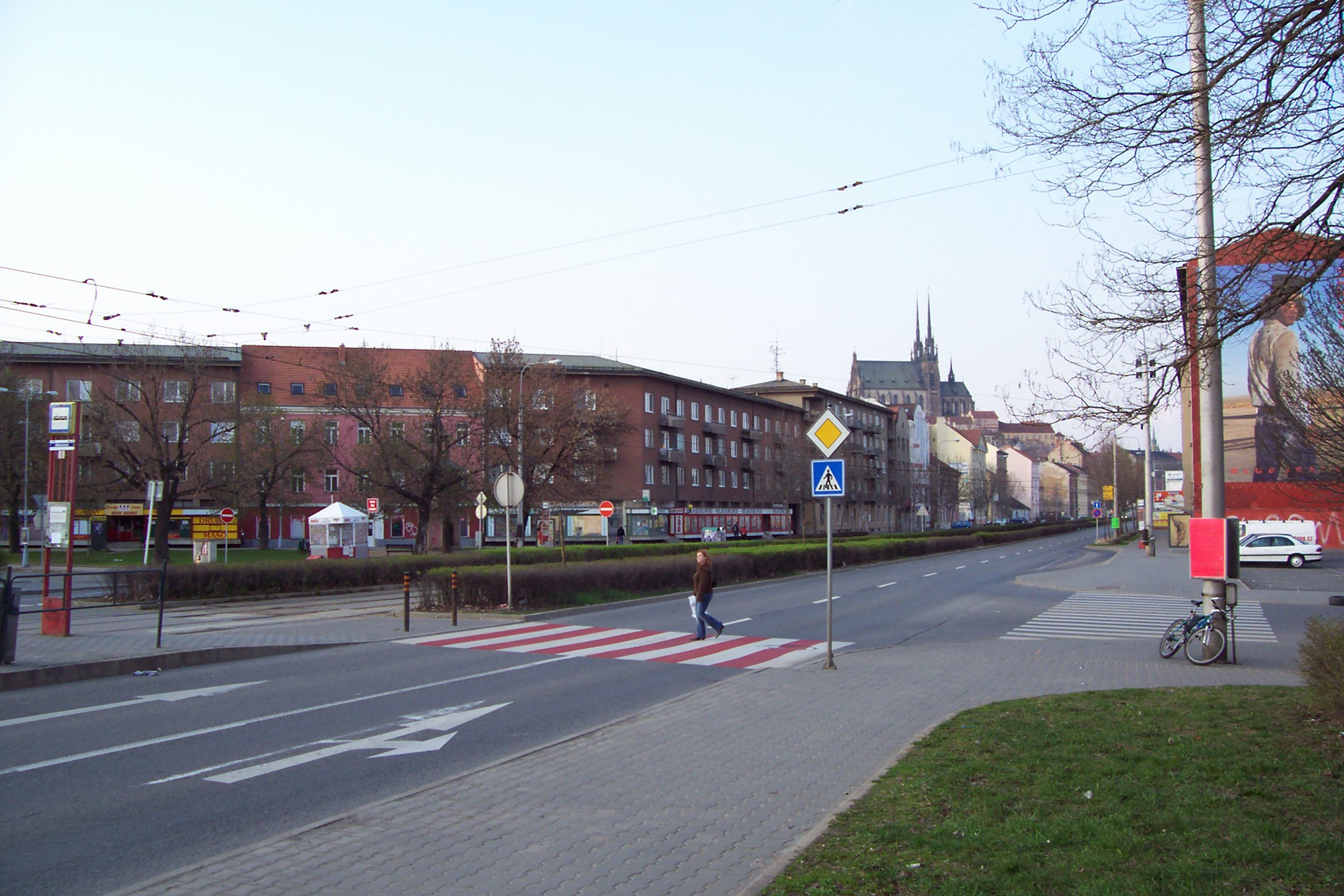
Ulice Nové sady od jihu

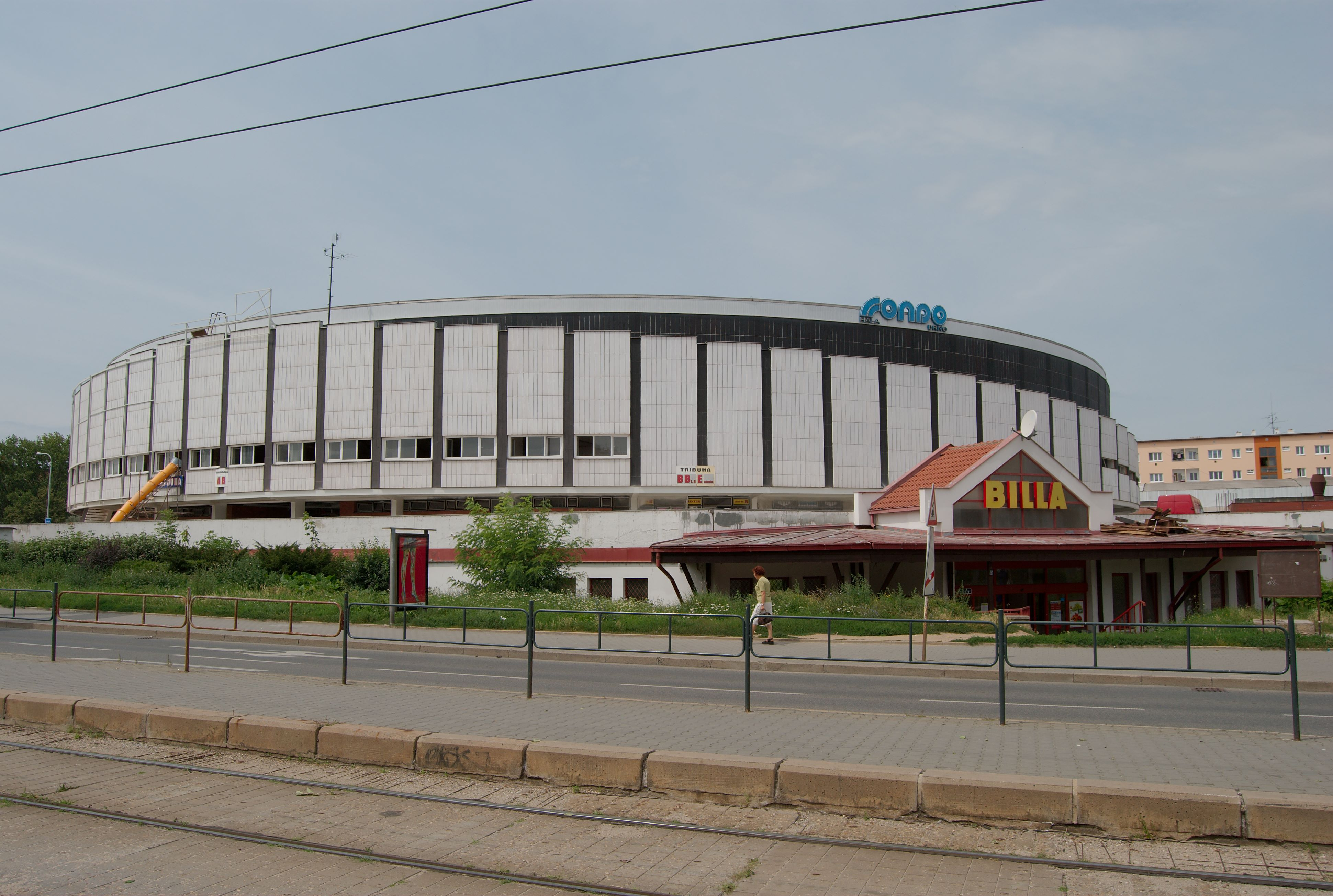
DRFG Aréna

Nové Sady (něm. Neustift) bývaly předměstím, poté od 6. července 1850 do druhé poloviny 60. let 20. století městskou čtvrtí a katastrálním územím Brna rozkládajícím se v okolí stejnojmenné ulice na levém břehu Svratky, na území moderní samosprávné městské části Brna-středu. Od konce 60. let. 20. století je toto území rozděleno mezi katastrální území Staré Brno (většina území), s jehož původní zástavbou jeho zástavba urbanisticky splývá, a Trnitou. Do 30. let 20. století ovšem tento katastr zasahoval i jižně od Svratky na severovýchod moderního katastrálního území Štýřice.

## Charakteristika a vymezení čtvrti
Hranice katastrálního území tvořil levý břeh Svratky, ulice Náplavka, Křídlovická, Hybešova, dále pak pokračovala k jihovýchodu po západní hranicí zahrad patřících k domům v ulici Trnitá. Zástavba čtvrti dodnes existuje. Osu a důležitou dopravní tepnu čtvrti představuje ulice Nové sady. Další důležité dopravní tepny představují ulice Poříčí, Opuštěná a Uhelná. Středem někdejšího katastru prochází od severu k jihu Vídeňský viadukt, při němž se zde nachází nádražní skladiště vybudované ve stylu průmyslové novogotiky. V jeho blízkosti se nachází také zdejší tržnice. Při jižní části ulice Nové sady se nachází známá hala Rondo, supermarket Billa a několik panelových domů.